# Ebihara Kinosuke
Ebihara Kinosuke (japanisch 海老原 喜之助; geb. 13. September 1904 in Kagoshima; gest. 19. September 1970) war ein japanischer Maler der späten Taishō- und dann der Shōwa-Zeit im Yōga-Stil.

## Leben und Werk
Ebihara wurde als Sohn eines Marine-Ausstatters in Kagoshima geboren. Er durchlief die Shibushi-Mittelschule der Präfektur Kagoshima. 1922 ging er nach Tōkyō, wo er die „Kawabata-Schule für Malerei“ (川端画学校, Kawabata ga-gakkō) besuchte und Zeichnen lernte.
1923 ging Ebihara nach Frankreich und wurde ein Schüler von Tsuguharu Foujita. Er stellte dann sowohl in Japan bei der Nika-kai (二科会) als auch in Paris im Salon d’Automne und bei den Artistes Indépendants aus. 1927 wurde Ebihara, zusammen mit anderen Künstlern wie Campigli und Giacometti vom Salon de l’Escalier eingeladen, im Théâtre des Champs-Élysées des Louis Jouvet auszustellen, wurde so zum etablierten Künstler in Paris. – Ein Bild aus dieser Zeit trägt den Titel „Gelände“ (ゲレンデ, Gerende; 1930).
1934 kehrte Ebihara nach Japan zurück und wurde im Jahr darauf eingeladen, Mitglied in der „Vereinigung unabhängiger Künstler“ (Dokuritsu bijutsu kyōkai) zu werden. 1936 nahm er an dem Kunstwettbewerb anlässlich der Olympischen Spiele in Berlin mit dem Werk „Schlittschuhlaufen“ teil. Sein Beitrag wurde jedoch nicht prämiert. – Er zeigte in der fünften jährlichen Ausstellung sein Bild „Zirkus“ (曲馬, Kyokuba) und wurde zu einem führenden Mitglied der Vereinigung. Er blieb weiterhin aktiv mit dem Thema Mensch und Pferd.
1945 zog Ebihara nach Kagoshima um, wo er 15 Jahre blieb. Er beschäftigte sich nun mit sehr verschiedenen Themen, wobei sein Stil deutlich kantiger, rauer wurde. Aus der Zeit stammen „Märtyrer“ (殉教者, Junkyosha; 1952; angekauft vom Kultusministerium), „Mann beim Schiffsbau“ (船を造る人, Fune o tsukuru hito; 1954), „Schuhmacher“ (靴屋, Kutsuya; 1955) und „Brennen“ (燃える, Moeru; 1957; Preis des Nationalmuseums für moderne Kunst). 1959 erhielt er den Mainichi-Preis für die Lithographie „Schmetterling“ (蝶; Chō) und 1963 den Preis des Kultusministers für „Regentag“ (雨の日; Ame no hi). – Bei seinem zweiten Besuch in Europa 1965 zog ihn besonders die römische Kunst an. Er reiste durch verschiedene Länder Europas, starb unterwegs 1970 in Paris.